# Taroudant
Taroudant (Taroudannt, Taschelhit ⵜⴰⵔⵓⴷⴰⵏⵜ Tarudant, arabisch تارودانت Tārūdānt) ist eine etwa 85.000 Einwohner zählende Oasenstadt im Osten der Souss-Ebene in Südmarokko. Sie ist die Hauptstadt der Provinz Taroudannt und – nach Marrakesch, Agadir und Ouarzazate – wichtigste Stadt im Süden Marokkos.

## Lage und Klima
Taroudant liegt etwa 83 km (Fahrtstrecke) östlich von Agadir und etwa 2 km nördlich des Flusstals des Oued Souss in einer Höhe von ca. 240 m; die Entfernung nach Marrakesch beträgt ca. 250 km in nordöstlicher Richtung. Das Klima in Taroudant ist beinahe wüstenartig; der spärliche Regen (ca. 225 mm/Jahr) fällt hauptsächlich im Winterhalbjahr.

## Bevölkerung
| Jahr      | 1994   | 2004   | 2014   | 2024   |
| Einwohner | 57.136 | 69.489 | 80.149 | 83.496 |

Bei den Einwohnern handelt es sich hauptsächlich um zugewanderte Berber aus den Bergregionen des Hohen Atlas und des Antiatlas. Neben den Berberdialekten wird auch Arabisch und teilweise auch Französisch gesprochen.

## Wirtschaft und Infrastruktur
Taroudant ist das östliche Zentrum der fruchtbaren Souss-Ebene; angebaut werden hauptsächlich Bananen, Kürbisse, Tomaten etc. Die Stadt selbst bietet die notwendigen Einrichtungen in Handel, Handwerk und Dienstleistungen aller Art.
Die Ibnou Zohr-Universität hat eine Niederlassung in Taroudant.

## Geschichte
Erste Erwähnung findet Taroudant im 11. Jahrhundert. Bevor es im Jahr 1306 durch die Meriniden zerstört wurde, war es um 1030 Residenz eines schiitischen Berberfürsten. Danach stieg Taroudant zu einem Zentrum der Region auf und wurde zwischen 1520 und 1540 Hauptstadt der Saadier. Ihre Blütezeit erlebte die Stadt im 17. Jahrhundert als Handels- und Karawanenzentrum. Im Jahr 1687 wurde die Stadt durch den Alaouiten-Sultan Moulay Ismail teilweise zerstört.
Der Rebell Ahmed al-Hiba ließ sich im Jahr 1912 in Tiznit zum Gegensultan der alaouitischen Dynastie ausrufen. Er fand die Unterstützung der Bevölkerung und nahm von Taroudant ausgehend den Kampf gegen die Franzosen auf, verlor jedoch bereits im Folgejahr gegen die Protektoratsherren. Taroudant wurde im Jahr 1917 besetzt und erst 1956 wieder geräumt.

## Sehenswürdigkeiten

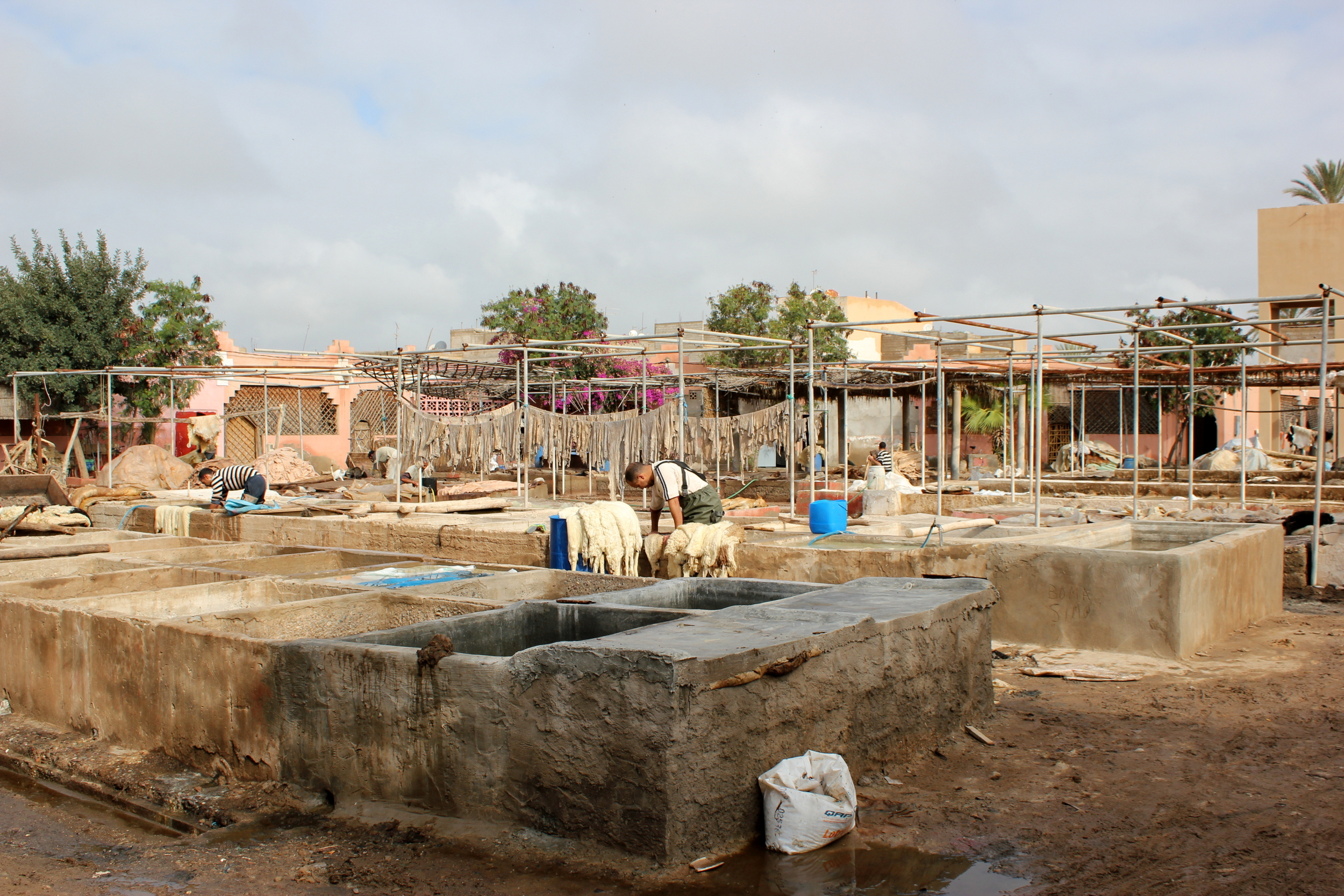
Gerbereien von Taroudant

Die Stadt wird oft als „kleine Schwester“ von Marrakesch bezeichnet, denn sie ist die bedeutendste Stadt am Oued Souss; zum Eindruck der Ähnlichkeit trägt – neben der aus Stampflehm errichteten Stadtmauer – die Anfang des 18. Jahrhunderts aus Lehm erbaute Medina bei, in deren Zentrum sich die Place Assarag und das angrenzende Viertel der Suqs befindet.
Westlich der Altstadt befinden sich die städtischen Gerbereien, in denen noch auf traditionelle Weise gegerbt wird.

## Persönlichkeiten
- Patrick Chabal (1951–2014), Afrikahistoriker